# Livsstilskriminalitet
Livsstilskriminalitet, vanekriminalitet eller kronisk kriminalitet är kriminologiska termer för personer som vanemässigt lever och verkar i kriminella miljöer, vilket som regel sammanfaller med en självbild av att vara utanför samhället. Livsstilskriminalitet debuterar som regel i ung ålder och innefattar en hög frekvens brott. Brotten utgörs vanligen av mängdbrott och vinningsbrott för att finansiera eget missbruk.
Livsstilskriminalitet som begrepp förutsätter att livsstilen är självvald; personen har föredragit ett annat leverne än det konventionella. Dock kan också livvstilen vara inlärd från föräldrahemmet.

## Definition
Det finns flera definitioner av livsstilskriminalitet, vilka får betydelse för statistik över företeelsen. Som regel innefattar definitionerna omständigheter omkring personens brottslighet, vanligen tid för brottsdebut, livsstilens varaktighet, samt brottsfrekvens. Det är med andra ord ett leverne, eftersom livsstilen ifråga även innefattar socialt umgänge, missbruk, samt rättsuppfattning. Från straffrättslig synvinkel kan livsstilskriminalitet definieras som återfallsbrottslingar, men förutsätter också vad som under senare år har kommit att benämnas att kriminaliteten är kronisk. I Rikspolisstyrelsens uppdragsdirektiv bestäms att i definitionen undantas den organiserade brottsligheten och den systemhotande brottsligheten (politisk och religiös extremism), men däremot inbegrips personer med kriminell karriär som ingår i kriminella nätverk och som umgås med andra kriminella.
Dessa olikartade definitioner kan ha betydelse för kriminalstatistiken, samt för att skilja mellan den som är på väg in i livsstilskriminalitet och den som redan gjort en kriminell karriär. För att räknas som högaktiv kroniker krävs som regel att personen gripits för minst tre brott det senaste året eller att personen dömts för minst fem brott de senaste fem åren. För ungdomar på väg in i kriminell livsstil räknas tidig brottsdebut (före 15 års ålder) som kriterium, samt att brotten innan 18 år består av ömsom lindriga ömsom grövre brott. Att annan brottslighet kombineras med narkotikabrott eller psykisk problematik är ett tecken på att kriminaliteten blivit en livsstil, men även personens umgänge och avvikande beteende. Utifrån sådana kriterier kan man urskilja återfallsbrottslingar som inte är kroniker, hög- respektive lågaktiva ungdomsbrottslingar, och hög- respektive lågaktiva kroniker. Kroniker kan tillfälligt lämna den kriminella livsstilen och återkomma, men brottsligheten brukar avta med stigande ålder.

## Brottslighet
Det finns studier som tyder på att uppåt 96 % av alla män i vissa länder någon gång innan 32 års ålder begår ett brott. Andelen kroniker uppskattas ligga mellan 1,5 och 4 % av männen, och omkring 0,5 % av kvinnorna. I Sverige bedöms ungefär 50 % av alla brott vara begångna av livsstilskriminella. Livsstilskriminalitet korrelerar med tidig brottsdebut för männen, men en svensk studie tyder på att sådant samband saknas för de kvinnliga kronikerna som ofta utvecklar livsstilen i vuxen ålder.
De manliga kronikernas brottskarriärer har ofta en högre grad multikriminalitet än övriga. Detta innebär att de ofta begår fler slags brott, samt fler brott i olika svårighetsgrad. Bland dem som också begår sexualbrott finns en högre grad recidivism. Kvinnliga kroniker är ofta mindre versatila i deras brottskaraktär. Studier från Nederländerna visar att livsstilskriminalitet inte ofta sammanfaller med att tillhöra den organiserade brottsligheten, som i stället rekryterar personer högre upp i åldrarna, personer som yrkesmässigt verkar i samhället, och vars brottslighet är beroende av kontakter inom samhället snarare än att utgöras av personer som lever i samhällets marginaliserade utkanter.
Livsstilskriminalitet sammanfaller vanligen med ett aktivt missbruk. Brott relaterade till detta missbruk utgör en stor andel av brotten, såsom vinningsbrott, drograttfylleri och narkotikabrott. Dessutom överväger våldsbrott inom den egna miljön, samt ordningsbrott som skapar oro i samhället.

## Kriminologiska teorier
Situationell brottsprevention syftar till att minska möjligheten att begå brott. Metoden har kritiserats med hänvisning till motivationen och den kriminella erfarenheten hos den som har en kriminell livsstil, eftersom den inte hejdar denna grupp.